# Tube Alloys

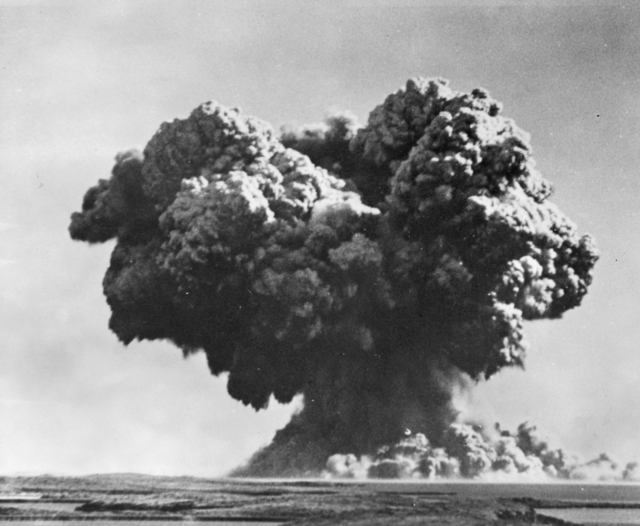
Operação Hurricane, o primeiro teste nuclear do Reino Unido.

Tube Alloys foi o codinome do programa de pesquisa e desenvolvimento autorizado pelo Reino Unido, com participação do Canadá, para desenvolver armas nucleares durante a Segunda Guerra Mundial. Começando antes do Projeto Manhattan, nos Estados Unidos, os esforços britânicos foram mantidos em segredo e, como tal, tiveram que ser referidos por códigos, mesmo dentro dos mais altos círculos de governo.
A possibilidade de armas nucleares foi reconhecida no início da guerra. Na Universidade de Birmingham, Rudolf Peierls e Otto Frisch co-escreveram um memorando em que explicam que uma pequena massa de urânio-235 puro poderia ser usada para produzir uma reação em cadeia em uma bomba com o poder de milhares de toneladas de TNT. Isso levou à formação do Comitê MAUD, que pediu um esforço total para desenvolver armas nucleares. Wallace Akers, que supervisionou o projeto, escolheu o nome deliberadamente enganoso "Tube Alloys". Sua Diretoria da Tube Alloys fazia parte do Departamento de Pesquisa Científica e Industrial.
O programa Tube Alloys na Grã-Bretanha e no Canadá foi o primeiro projeto de armas nucleares do mundo. Devido aos altos custos e ao fato de que a Grã-Bretanha estava combatendo dentro do alcance de seus inimigos, o Tube Alloys foi finalmente incluído no Projeto Manhattan pelo Acordo de Quebec com os Estados Unidos, sob o qual as duas nações concordaram em compartilhar armas nucleares e tecnologia e abster-se de usá-la uns contra os outros, ou contra outros países sem consentimento mútuo; mas os Estados Unidos não forneceram detalhes completos dos resultados do Projeto Manhattan para o Reino Unido. A União Soviética obteve informações valiosas através de seus espiões atômicos, que haviam se infiltrado nos projetos britânico e norte-americano.
Os Estados Unidos terminaram a cooperação depois que a guerra terminou com a Lei de Energia Atômica de 1946. Isso levou o Reino Unido a relançar seu próprio projeto, a High Explosive Research. As instalações de produção foram estabelecidas e os cientistas britânicos continuaram seu trabalho sob os auspícios de um programa britânico independente. Finalmente, em 1952, a Grã-Bretanha realizou um teste nuclear sob codinome "Operação Hurricane". Em 1958, na esteira da Crise do Sputnik e da demonstração britânica de uma bomba termonuclear de dois estágios, o Reino Unido e os Estados Unidos assinaram o Acordo de Defesa Mútua EUA-Reino Unido, que resultou na retomada do chamado "relacionamento especial" entre os dois países.